# Большие Ворота
Большие Ворота (также Хаплузея-Богаз, Биюк-Капу, Тырхалу-Богаз, Балабан-Капу, крымскотат. Balaban Qapu, Балабан Къапу) — самый восточный из основных перевалов Главной гряды Крымских гор района больших яйл юго-восточного Крыма высотой 1005 метров. 

## Описание
В 800 м на северо запад перевал Чигенитра-Богаз (1044 м). В 8 км на север северо-восток село Красносёловка, в 8.5 км на юг село Рыбачье. 
Впервые в научной литературе перевал, как место расположения развалин древних стен Таш-Дувар (каменная стена), встречается у Петра Кеппена в капитальном труде «О древностях южнаго берега Крыма и гор Таврических» 1837 года. Тогда же учёный соотнёс руины на перевале с длинными стенами Прокопия, что также атрибутировали О. И. Домбровский и Э. И. Соломоник в работе «О локализации страны Дори» (при этом в одной из статей Домбровский назвал перевал Бузулукский, по одной из расположенных рядом вершин горе Бузул). 
В словаре «Крым. Географические названия: Краткий словарь» приводится вариант Балабан-хапу, с крымскотатарского «большие ворота»
Как приметный объект популярного туристического маршрута описывается во многих путеводителях.